# (4953) 1990 MU
(4953) 1990 MU – planetoida przecinająca orbitę Ziemi, należąca do grupy Apolla, która przecina również orbity Marsa i Wenus.
Jest jedną z większych planetoid przecinających orbitę Ziemi, mając średnicę około 3 km. Zaliczana jest do obiektów bliskich Ziemi oraz potencjalnie niebezpiecznych asteroid.

## Odkrycie i orbita
Planetoida 1990 MU została zaobserwowana przez trzy noce w 1990 roku (23 czerwca, 29 czerwca, 25 lipca). Okres obserwacji był za krótki, aby wystarczająco dokładnie wyznaczyć parametry orbity, by obiekt mógł być dalej obserwowany. Udało się jednak go odnaleźć w ramach programu Anglo-Australian Near-Earth Asteroid Survey (Anglo-Australijski Przegląd Planetoid Bliskich Ziemi) na sześciu płytach fotograficznych wykonanych przez UK Schmidt Telescope w 1974 roku.

### Bliskie przejścia
(4953) 1990 MU ma minimalną odległość przecięcia orbity Ziemi (MOID) równą 0,0263 au (3,93 mln km).
Do bliskich przejść planetoidy w pobliżu Ziemi dojdzie 6 czerwca 2027 (odległość 0,0308 au = 4,61 mln km; osiągnie wtedy w dniu 8 czerwca 2027 jasność wizualną 9,7m, będzie więc w zasięgu obserwacji małych teleskopów, a nawet lornetek), a do jeszcze bliższego 5 czerwca 2058 na 0,0231 au (3,46 mln km). Następują również bliskie przejścia w pobliżu Wenus: w dniu 5 października 2012 w odległości 0,0567 au (8,49 mln km) i kolejne w dniu 3 września 2041 w odległości 0,0581 au (8,69 mln km).

## Obserwacje
Poza odkryciem w Obserwatorium Siding Spring w Australii planetoidę (4953) 1990 MU badano także za pomocą radarów w Goldstone Observatory w Kalifornii (USA) i w Obserwatorium Arecibo w Portoryko. Krzywa blasku została wyznaczona w Obserwatorium La Silla w Chile.
Albedo planetoidy zostało zmierzone w ramach projektu ExploreNEOs za pomocą Kosmicznego Teleskopu Spitzera w sierpniu 2009. Uzyskano wartość 0,79 i była to druga z najwyższych wartości albedo wyznaczonych w tym projekcie. Jednak specjaliści ExploreNEO nie uznali tego wyniku za wiarygodny, twierdząc, że albedo obiektów NEO nie może być większe niż 0,5, a wynik pomiaru mógł być zawyżony "około 2-krotnie".
Gaia, misja Europejskiej Agencji Kosmicznej rozpoczęta w grudniu 2013 roku, ma za zadanie pomiary wpływu efektu Jarkowskiego na orbity planetoid bliskich Ziemi (NEAs), gdyż może on być na tyle wyraźny, że należy go uwzględniać przy przewidywaniu pozycji planetoid. (4953) 1990 MU został wybrany jako jeden z najbardziej obiecujących obiektów NEAs do wykonania tych pomiarów przez sondę Gaia.